# Elapomorphus quinquelineatus
Elapomorphus quinquelineatus là một loài rắn trong họ Rắn nước. Loài này được Raddi mô tả khoa học đầu tiên năm 1820.